# Clive Exton
Pour les articles homonymes, voir Exton.
Clive Exton, né le 11 avril 1930 à Islington en Londres et mort le 16 août 2007 à Londres, est un scénariste de cinéma et de télévision britannique.
On lui doit l'écriture d'une quarantaine de films, téléfilms ou épisodes de séries télévisées. Sa participation la plus connue est sa collaboration à la série Hercule Poirot, pour laquelle il a signé le scénario et l'adaptation de 21 épisodes et participé à 11 autres épisodes en tant que « consultant pour le scénario » (script consultant) entre 1989 et 2001.
Il a également été à l'occasion dramaturge, après avoir commencé sa carrière comme acteur dans les années 1950.

## Filmographie

### Scénariste

#### Cinéma
- 1964 : La Force des ténèbres (Night Must Fall) de Karel Reisz
- 1965 : Les Trois Visages (I tre volti), sketch « Gli amanti celebri » de Mauro Bolognini
- 1968 : Isadora de Karel Reisz
- 1970 : Le Frère, la Sœur et l'Autre (Entertaining Mr. Sloane) de Douglas Hickox
- 1971 : L'Étrangleur de Rillington Place (10 Rillington Place) de Richard Fleischer
- 1973 : The House in Nightmare Park de Peter Sykes
- 1985 : Kalidor (Red Sonja) de Richard Fleischer

#### Télévision
- 1987 - 1988 : Inspecteur Wexford (The Ruth Rendell Mysteries, 3 épisodes)
- 1990 - 1993 : Jeeves and Wooster

Série Hercule Poirot
- 1989 : La Cuisine mystérieuse de Clapham (The Adventure of the Clapham Cook)
- 1989 : Meurtre par procuration (Murder in the Mews)
- 1989 : L'Aventure de Johnnie Waverly (The Adventure of Johnnie Waverly)
- 1989 : La mort avait les dents blanches (Four and Twenty Blackbirds) - en tant que consultant
- 1989 : L'Appartement du troisième (The Third Floor Flat) - en tant que consultant
- 1989 : Énigme à Rhodes (Triangle at Rhodes) - en tant que consultant
- 1989 : Mystère en mer (Problem at Sea)
- 1989 : Vol au château (The Incredible Theft)
- 1989 : Le Roi de trèfle (The King of Clubs) - en tant que consultant
- 1989 : Le Songe (The Dream)
- 1990 : La Maison du péril (Peril at End House)
- 1990 : La Femme voilée (The Veiled Lady)
- 1990 : Le Mystère des Cornouailles (The Cornish Mystery)
- 1990 : Double Manœuvre (Double Sin)
- 1990 : L'Aventure de l'appartement bon marché (The Adventure of the Cheap Flat) - en tant que consultant
- 1990 : L'Enlèvement du Premier ministre (The Kidnapped Prime Minister)
- 1990 : L'Aventure de l'Étoile de l'Ouest (The Adventure of the Western Star)
- 1990 : La Mystérieuse Affaire de Styles (The Mysterious Affair at Styles)
- 1991 : Comment poussent donc vos fleurs ? (How does your garden grow ?) - en tant que consultant
- 1991 : Un million de dollars de bons volatilisés (The Million Dollar Bond Robbery) - en tant que consultant
- 1991 : L'Express de Plymouth (The Plymouth Express) - en tant que consultant
- 1991 : Un indice de trop (The Double Clue) - en tant que consultant
- 1991 : Le Mystère du bahut espagnol (The Mystery of the Spanish Chest) - en tant que consultant
- 1991 : Christmas pudding (The Theft of the Royal Ruby)
- 1991 : Le Mystère de Hunter's Lodge (The Mystery of Hunter's Lodge) - en tant que consultant
- 1992 : A.B.C. contre Poirot (The ABC Murders)
- 1992 : Un, deux, trois… (One, Two, Buckle My Shoe)
- 1993 : La Malédiction du tombeau égyptien (The Adventure of the Egyptian Tomb)
- 1993 : Un dîner peu ordinaire (The Adventure of the Italian Nobleman)
- 1995 : Le Noël d'Hercule Poirot (Hercule Poirot's Christmas)
- 2000 : Le Meurtre de Roger Ackroyd (The Murder of Roger Ackroyd)
- 2001 : Meurtre en Mésopotamie (Murder in Mesopotamia)

## Théâtre
- 1992 : Murder is Easy d'après Agatha Christie

## Distinctions
- BATA 1993 : Nomination dans la catégorie Meilleure série dramatique pour Jeeves and Wooster, partagée avec Brian Eastman (en) et Ferdinand Fairfax
- Prix Edgar-Allan-Poe 1991 : Nomination dans la catégorie Meilleur téléfilm ou mini-série pour un épisode d'Inspecteur Wexford